# Cephalosilurus apurensis
Cephalosilurus apurensis är en fiskart som först beskrevs av Mees, 1978.  Cephalosilurus apurensis ingår i släktet Cephalosilurus och familjen Pseudopimelodidae. Inga underarter finns listade i Catalogue of Life.